# فيرنون هوارد
فيرنون هوارد (بالإنجليزية: Vernon Howard)‏ هو كاتب ومؤلف أمريكي، ولد في 16 مارس 1918، وتوفي في 23 أغسطس 1992.